# Olaf Tangen
Olaf Tangen, född 23 juli 1903 i Kragerø kommun, Telemarken, Norge, död 7 augusti 1997, var en norsk målare även verksam i Sverige.
Han var son till köpmannen Olaves Tangen och Mally Johansen, och gift med Nancy Tangen. Tangen studerade vid Statens håndverks- og kunstindustriskole i Oslo 1919-1920 och för Christian Krohg och Halfdan Strøm vid Statens Kunstakademi 1920-1922. Efter studierna arbetade Tangen som taxichaufför men 1934 sadlade han om och har därefter helt ägnat sig åt måleri. Han vidareutbildade sig genom flera studieresor och var bosatt i Danmark och Sverige 1946-1948. Separat ställde han ut i Bergen 1941-1943, i Malmö 1946 och 1951, Köpenhamn 1947, Oslo 1948 och på De Ungas salong i Stockholm 1953. Tillsammans med Barbro Danielsson ställde han ut i Kalmar 1955. Han medverkade sedan 1934 i Oslos Höstsalong. En minnesutställningen Kragerøs egen maler med Tangens konst visades på Kragerø faste billedgalleri 2009. Tangen är representerad vid konstgallerierna i Haugesund Billedgalleri, Berg-Kragerø Museum, Riksgalleriet, Norsk rikskringkasting och Skiens Faste Galleri i Norge.